# Герасимов, Игорь Вячеславович
Игорь Вячеславович Герасимов (род. 20 января 1964, Ленинград) — советский и российский востоковед, специалист в области истории арабских стран. Доктор исторических наук (2013).

## Биография
Герасимов Игорь Вячеславович родился в 20 января 1964 г. в Ленинграде. В 1981 г. поступил на Восточный факультет ЛГУ (кафедра истории стран Ближнего Востока). За время учебы находился на языковой стажировке в Сирии (1984—1985). В 1994 г. защитил кандидатскую диссертацию на тему: «Становление арабоязычной публицистики в Судане (1930—1980-е гг.)», а в 2013 г. — докторскую диссертацию на тему: «История и культура Судана XVI — начала XIX века». И. В. Герасимов неоднократно выезжал в Судан для участия в конференциях, поездок по стране и сбора научных материалов. В настоящее время И. В. Герасимов преподает на Восточном факультете Санкт-Петербургского государственного университета, где читает курсы по истории Судана, исламу, религиям стран Востока, а также различным аспектам арабского языка. В сферу научных интересов входят история, культура, письменное наследие Судана, чему посвящено более ста публикаций.

## Статьи на русском языке
- Герасимов И. В. Научно-практическая конференция по Судану, Москва, 6—7 октября 2009 г. // Письменные памятники Востока, 2(11), 2009. С. 231—232.
- Герасимов И. В. Денежные средства в Судане в XVII—XVIII вв. (по «Книге разрядов об исламских подвижниках, праведниках, ученых и поэтах в Судане» Ибн Дайфаллаха) // Вестник Санкт-Петербургского университета. Сер. 9, вып. 3. СПб., 2010. С. 283—288.
- Герасимов И. В. К историографии суданского фольклора: пословицы и биографии праведников // Письменные памятники Востока. 2(13), 2010. С. 127—135.
- Герасимов И. В. Образ верблюда в монгольской и арабской литературных традициях // Mongolica-IX. СПб.: Петербургское востоковедение, 2010. С. 109—116.
- «Табакат» («Разряды») Ибн Дайфаллаха. Введение, перевод фрагмента текста с арабского языка и комментарии И. В. Герасимова // Письменные памятники Востока, 1(12), 2010. С. 41—51.
- Герасимов И. В., Абд ал-Азиз Хасан, Сумейя. Жилища и дома суданцев в «Табакат» Ибн Дайфаллаха // Письменные памятники Востока, 1(20), 2014. С. 64—74.
- Племенные лидеры и племенная история: Восток Судана — Эритрея / Азия и Африка: Наследие и современность. XXIX Международный конгресс по источниковедению и историографии стран Азии и Африки, 21-23 июня 2017 г.: Материалы конгресса / Отв. Ред.: Н. Н. Дьяков, А. С. Матвеев. СПб.: Студия «НП-Принт», 2017. Т. 2. 492 с. (с. 261—262).
- Установление теократической власти и внутренняя политика в Египте при халифе ал-Хакиме (985—1021 гг.)/ Актуальные вопросы науки. 2017, № 31 с. 15-18 (совместно с Шакуновой Л. А.)
- Слово Пророка в искусстве Ислама./ Каталог выставки «Слово Пророка в искусстве Ислама» в Государственном историко-архитектурном и художественном музее-заповеднике «Казанский Кремль» (Казань, 6 сентября — 10 ноября 2017 года). Казань. СПб.: НП-Принт, 2017. 84 с.
- Политический аспект территориального конфликта между Республикой Судан и Республикой Южный Судан: район Абьей / Евразийская дуга нестабильности и проблемы региональной безопасности от Восточной Азии до Северной Африки: итоги 2016 г. / Гл. ред. В. Н. Колотов. СПб: ИПК НП-Принт, 2017. 832 с. (С. 615—638). Учебное пособие. (Совместно с Ахмадом Адамом).

## Статьи на иностранных языках
- Герасимов И. В., Фролова О. Б. [Рецензия:] Michail Rodionov, Hanne Schönig. The Hadramawt Documents, 1904-51: Family Life and Social Customs under the Last Sultans. Beirut, Ergon Verlag Würzburg, 2011. — 342 р. (Beiruter Texte und Studien. Hrsg vom Orient-Institut Beirut. Bd 130) // Письменные памятники Востока, 2(19), 2013. С. 313—315.
- Герасимов И. В. [Рецензия:] Yuriy Malikov. Tsars, Cossacks and Nomads. The Formation of a Borderland Culture in Northern Kazakhstan in the Eighteenth and Nineteenth Centuries // Письменные памятники Востока, 2(17), 2012. С. 348—352.
- Gerasimov I. V. Sacred gifts and symbols in Sudan brotherhoods (the Qadiriyya brotherhood in the town of al-Aylafun). Seminar: Heraldry as an auxiliary historical discipline. The state Hermitage museum. ISBN 978-5-93572-723-9 p. 17-23 (статья)
- Gerasimov I.V. Bogdanov D. Yu. Development of the touristic sector in Sudan (1898—2017).// Новейшие тенденции в науке и образовании: сборник материалов международной научно-практической конференции (г. Сочи, 28 марта 2017 г.) Иркутск: Научное партнерство «Апекс», 2017. 194 с. С. 79-87.
- Gerasimov I. V, Alizade Yasin Dzhanpolad ogly. The history of land transport infrastructure’s development in oman before 1970 // Прорывные научные исследования как двигатель науки. Сборник статей. Международная научно-практическая конференция (28 мая 2017 г. Екатеринбург) Ч. 3. Уфа: МЦИИ «ОМЕГА САЙНС», 2017. 295с. с. 77-80. (ISBN 978-5-906970-12-1 ч. 3).

## Переводы
- Аль-Касим, Набих. О жизнь! (перевод с арабского). СПб.: Фонд восточных культур, 2001. 128 с. (Перевод: Герасимов И. В. Фатен аль-Наджар).